# Palais abbatial de Remiremont
Le palais abbatial de Remiremont est un bâtiment situé à Remiremont dans le département français des Vosges dans la région historique et culturelle de Lorraine.
L'ensemble des façades et toitures ; sol de la cour ; sol du jardin et sol du passage jusqu'aux murs de l'église est protégé en tant que monument historique depuis leur inscription par arrêté du 31 mai 1965. 

## Localisation
Le palais abbatial de Remiremont se trouve au centre du quartier canonial, ensemble architectural bâti sous la prestigieuse abbaye de Remiremont, dont on peut voir encore aujourd'hui des maisons des chanoinesses, le portail de l'ancien hôpital Sainte-Béatrix et le palais abbatial qui abrite l'hôtel de ville.
Il est accolé à l'église Notre-Dame de Remiremont, ancienne église Saint-Pierre ou église capitulaire.

## Histoire

### Fondation de l'abbaye auSaint-Montet installation à Remiremont
Vers 620, sur le mont escarpé Habendum, le noble Romaric seigneur des lieux et le moine Amé venus de l'abbaye de Luxeuil, plantèrent la croix et établirent des tabernacles de paix, ouvrirent un asile à la prière, à la pénitence et au travail. Ils fondèrent alors l'abbaye du Saint-Mont. À leur appel, une communauté de femmes se constitua vers 620, dédiée à la vie contemplative dans l'âpre solitude de la montagne vosgienne. Elles furent partagées en sept bandes de douze moniales chacune et réparties dans les sept oratoires qui, en outre de l'église du sommet, avaient été construits parmi les rochers des pentes. Elles constituèrent la plus ancienne des abbayes féminines rurales d'Austrasie.
En 818, le monastère féminin quitta le Saint-Mont, en raison de son développement important et des conditions de vie difficiles sur cette montagne. La date du 15 mai, jour de la Pentecôte 870, peut être adoptée pour la première translation solennelle de la communauté et des reliques.
C'est sous les Carolingiens que se place un évènement de grande importance dans l'histoire du monastère avec la première translation solennelle de la communauté et des reliques dans la plaine. Ce changement de résidence s’explique par le désir des religieuses de trouver dans la plaine une demeure moins escarpée, moins exposée aux intempéries et assurant plus de confort. 
La seconde translation serait due à l’invasion des Magyars qui, à la fin du IXe siècle et au commencement du Xe siècle, ravagèrent la Lorraine par plusieurs invasions successives. Vers l'an 910, quand ils s’approchèrent de Remiremont, les religieuses se sauvèrent avec les reliques de leurs fondateurs et cherchèrent refuge sur la montagne d'Habend où s’élevait encore, dans l’abandon, le monastère primitif.
Entre l'an 950 et l'an 1000, après que les Magyars eurent repassé le Rhin et mirent enfin un terme a leurs campagnes de ravages, le monastère se réédifia dans la vallée de la Moselle à l'abri des crues, sur l'emplacement de la future ville de Romarici Mons (la montagne de Romaric) qui devint Remiremont.
L'empereur du Saint-Empire et les évêques de Toul participèrent au rétablissement du monastère sur la rive gauche de la Moselle et à l’érection d’une église. Au mois de septembre 1049, mettant à profit le séjour du pape Léon IX à Toul, l'abbesse Oda de Luxembourg alla le supplier de venir à Remiremont consacrer l'église. Cette béatification et la consécration des autels eurent lieu en 1050, lors du second voyage de Léon IX en Lorraine. Le pape accorda, à cette occasion, plusieurs privilèges au monastère et l'exempta de la juridiction épiscopale.
Rattaché au Saint-Empire romain germanique, Remiremont avec le territoire qui en dépendait, devint comté et fit partie de la Haute-Lorraine ou Mosellane. Les ducs bénéficiaires reçurent l'investiture de ce comté, de la main des empereurs associés au monastère de Remiremont, par un droit de partage ou d'accompagnement. Pour abriter les droits temporels de sa maison contre les convoitises des seigneurs, l'abbesse Gisèle alla trouver, en Italie, l'empereur Henri IV et obtint de lui, à Mantoue, le 4 des calendes d'octobre (28 septembre) 1070, un diplôme plaçant l'église de Remiremont sous sa protection immédiate.

### Premier hôtel abbatial
La plus ancienne mention rencontrée de l'hôtel abbatial de Remiremont se trouve aux archives des Vosges dans des lettres écrites en 1384 par Mesdames Jeanne de Choiseuil et Marguerite de Watronville, chanoinesses de Remiremont, à Guillaume, cardinal du titre de Saint-Étienne du Mont-Célius, légat du Saint-Siège. Les chanoinesses demandent une absolution ad cautelam « au cas qu’elles ayent encouru une excommunication pour avoir enfermé dans l'enclos de la place derrière leur maison, deux maisons de trente pieds de large que leurs prédécesseresses avaient acquises pour l'augmentation de leurs prébendes, lesquelles deux maisons ayant été brûlées, l'hôtel abbatial et l'église en avaient grandement été endommagés. ».
Les dépendances de l'hôtel abbatial durent être agrandies par Renée de Dinteville. Un acte capitulaire de 1568 cède en effet à cette abbesse, pour y construire une maison, un terrain touchant à la maison abbatiale, où passaient les processions le jour de Pâques.

### Second hôtel abbatial

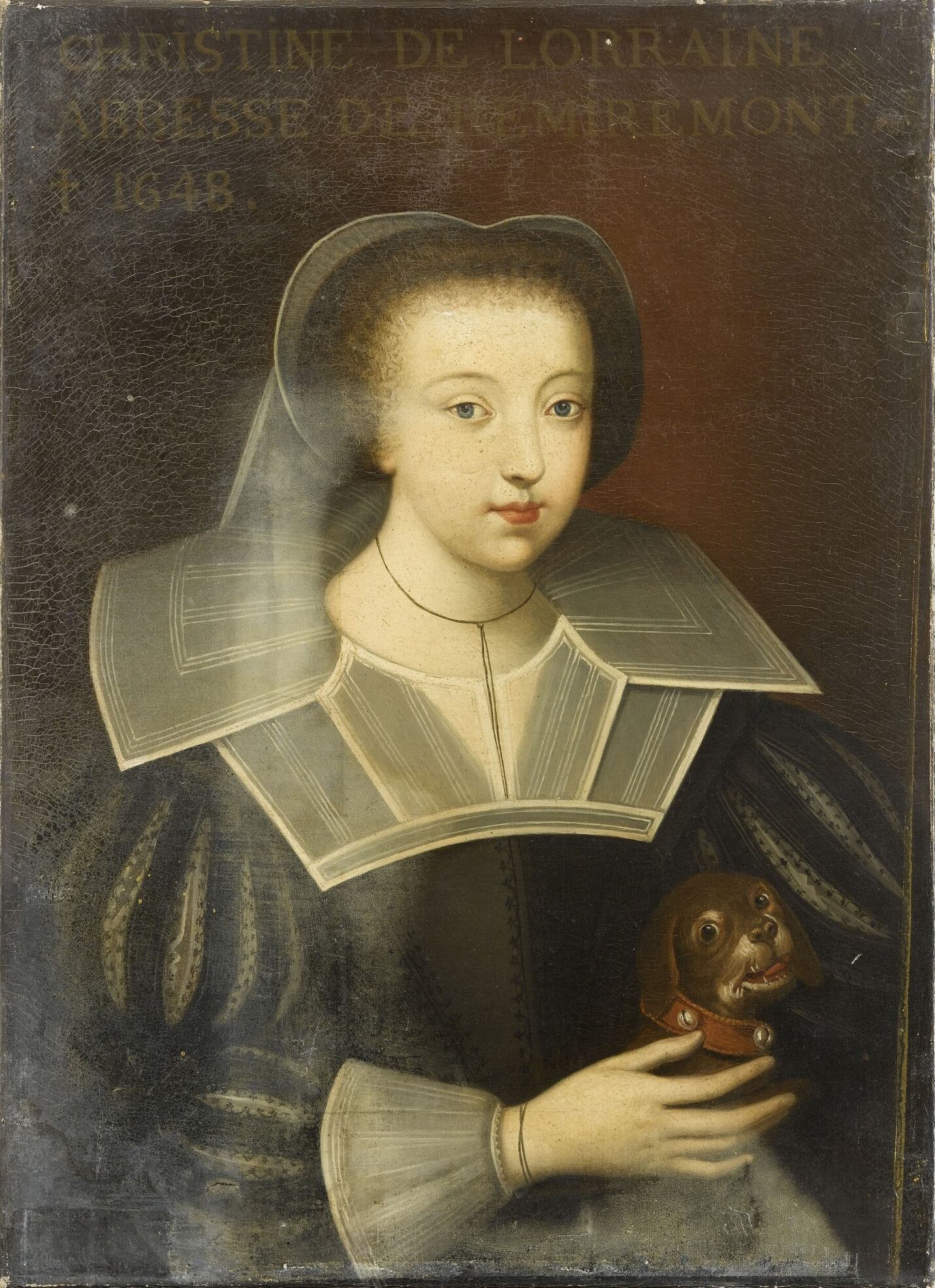
Christine (Catherine) de Lorraine (1573-1648), abbesse de Remiremont par Jean-Joseph Dassy (1791–1865).

L'habitation abbatiale tombait en ruines quand, en 1616, Catherine de Lorraine la fit reconstruire entièrement. Voici la description du nouvel hôtel, telle que nous le trouvons dans un manuscrit de l'abbé Pierre Gabriel Louis Didelot : « Sa façade donnait sur la rue des Prêtres ; une aile de ce bâtiment était adossée au midi à quelques maisons du Chapitre ; il n'avait qu'un seul étage ; à sa porte d’entrée, il y avait un grand escalier de l’abbesse qui conduisait dans les appartements du haut. D'un côté de ce palais, le receveur avait son logement et Madame l'Abbesse occupait l'autre côté. On y voyait une grande salle où se tenait le plaid-le-maire et les autres assemblées pour les affaires du Chapitre. Le palais était richement meublé et parqueté. » Ailleurs Didelot dit que cet hôtel était « une maison carrée, basse et sans goût. ». Catherine de Lorraine protégea la ville lors de la terrible guerre de Trente Ans.
Le violent tremblement de terre qui, dans la nuit du 11 mai au 12 mai 1682, vers deux heures du matin, se fit sentir dans toute la Lorraine et même jusqu'à Paris. Ce fut dans les montagnes des Vosges et surtout à Remiremont que les secousses sismiques furent le plus terribles. Toute la ville chancela ; de profondes crevasses entrouvrirent le sol, notamment à la côte Maldoyenne ; plusieurs maisons et édifices furent détruits ; l'église capitulaire, l'église paroissiale, l'abbaye furent grandement endommagées. Pris de panique, les chanoinesses et les habitants abandonnèrent la cité et allèrent camper, sous des tentes, pendant plusieurs jours, dans la prairie aux bords de la Moselle.
Dix ans après, en 1692, le feu faillit achever, pour l'hôtel abbatial, l'œuvre de destruction commencée par le tremblement de terre. Un incendie se déclara dans le logement des archives, mais fut heureusement arrêté à temps. L'abbesse Dorothée Rhingraff de Salm s'occupa des restaurations urgentes nécessitées par la secousse de 1682.
Le tremblement de terre de 1682, en même temps qu'il avait ébranlé l'église et l'hôtel abbatial, avait aussi précipité la ruine d'un vieil édifice contigu, dont l'origine remontait à l'établissement du monastère dans la plaine : l'ancien hôpital. Les travaux du nouvel hôpital construit au pied du Calvaire, qui fut appelé Sainte-Béatrix, du nom de sa fondatrice, furent terminés vers 1724 et les services y furent installés aussitôt. En 1727, le cardinal de Rohan, évêque de Strasbourg, grand aumônier de France, délégué par le pape Benoît XIII comme visiteur apostolique du Chapitre de Remiremont, se rendit au nouvel hôpital. Il autorisa la démolition des bâtiments de l'ancien hôpital, mise aux enchères le 10 mars 1730 et les travaux en durèrent 148 jours. Le terrain fut réuni à l'hôtel abbatial.

### Hôtel abbatial actuel
Le duc Léopold Ier de Lorraine avait imprimé le mouvement de reconstruction lorrain du XVIIIe siècle que le duc Stanislas Leszczynski poursuivit et amplifia. En 1742, le Chapitre de Remiremont fit faire une restauration considérable de son église et vint au secours de plusieurs autres édifices religieux de ses domaines. C'est à cette époque que le Bain des Dames de Plombières fut reconstruit entre 1733 et 1736 puis rénové entre 1752 et 1758 pour devenir le Bain Stanislas.

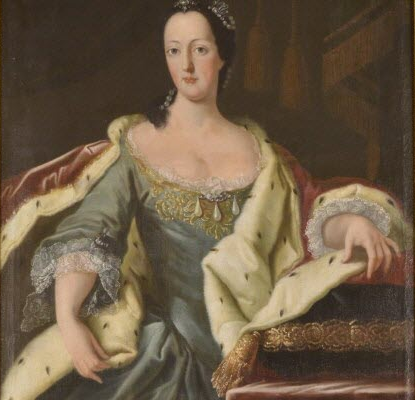
Anne-Charlotte de Lorraine (1714-1773), abbesse de Remiremont par Jean Girardet (1709–1778).

En 1738, Anne-Charlotte de Lorraine, fille du duc Léopold, abbesse de Remiremont tout juste nommée, fit faire d’importantes réparations à l'hôtel abbatial.
La vétusté de ce palais était si grande en 1750, dit Didelot, qu’on ne pouvait plus l’habiter sans courir de grands dangers : les murs, retenus par des clefs sans nombre, étaient fendus de toutes parts depuis le tremblement de terre de 1682 ; ils surplombaient en plusieurs endroits ; tout menaçait d’une ruine prochaine.
De ses deniers et avec l'assistance de ses frères : François, devenu Roi des Romains en 1745, mais surtout Charles Alexandre de Lorraine, capitaine-général des Pays-Bas autrichiens plus tard Grand maître de l'ordre Teutonique, Anne-Charlotte de Lorraine voulut rebâtir l'abbatiale selon le goût du jour et dans de royales proportions. Durival dans sa Description de la Lorraine et du Barrois et Didelot disent que ce fut sur les dessins de l'architecte Jean Gauthier que fut rebâti le palais abbatial ; Guinot dans son Étude historique sur l'Abbaye de Remiremont donne la même indication.
Didelot prétend que le Palais abbatial fut, par les soins d'Anne-Charlotte, réédifié sur les dessins du sieur Jean Gauthier. Dans son ouvrage Remiremont. Les saints, le chapitre, la Révolution, il indique au sujet de la reconstruction de l'édifice que « L’ouvrage fut confié à un nommé Levrier dont le fils était chanoine de Remiremont. ».
Selon le projet de distribution du Palais Abbatial de Remiremont, « On ne trouvera pas, dans ce projet, toute l'étendue qu'il faudroit, l’emplacement ne le permet pas. C'est un milieu entre un Palais et un Hôtel. ».
Les plans prévoyaient l'utilisation de l'emplacement de l'ancien hôpital. Leur réalisation nécessitait de plus la disparition des Chapelles de Saint-Remy et de Saint-Michel pour l'établissement de la nouvelle chapelle abbatiale et la démolition de la maison de prébendes de Madame Marie-Thérèse de Saint-Mauris. Le 4 mai 1752, quand on démolit l'ancienne chapelle abbatiale, on trouva les tombeaux d'Agnès de Salin, de Barbe de Salin, de Marguerite d'Haraucourt et le cœur de Renée de Dinteville, abbesses de Remiremont. C'est en extrayant les fondements de la chapelle, qu’on découvrit le cercueil en pierre d'Engibald, fondateur du Prieuré d'Hérival au commencement du XIIe siècle.
L'édifice qui fut élevé se composait de deux grands corps de logis reliés par un bâtiment central au côté méridional du chevet de l'église. Cet édifice en forme d'éventail prenait, jour sur une place, un jardin et une cour. La surface couverte par les bâtiments était d'environ 1 300 m2.
La façade méridionale était peut-être façade principale comme aspect monumental, mais il n'en allait pas ainsi de l'entrée puisque de ce côté s'étendait un jardin appelé Jardin des Olives enclos d'un mur ; celui-ci n'était percé que d'une petite porte s’ouvrant sur la rue des Prêtres.

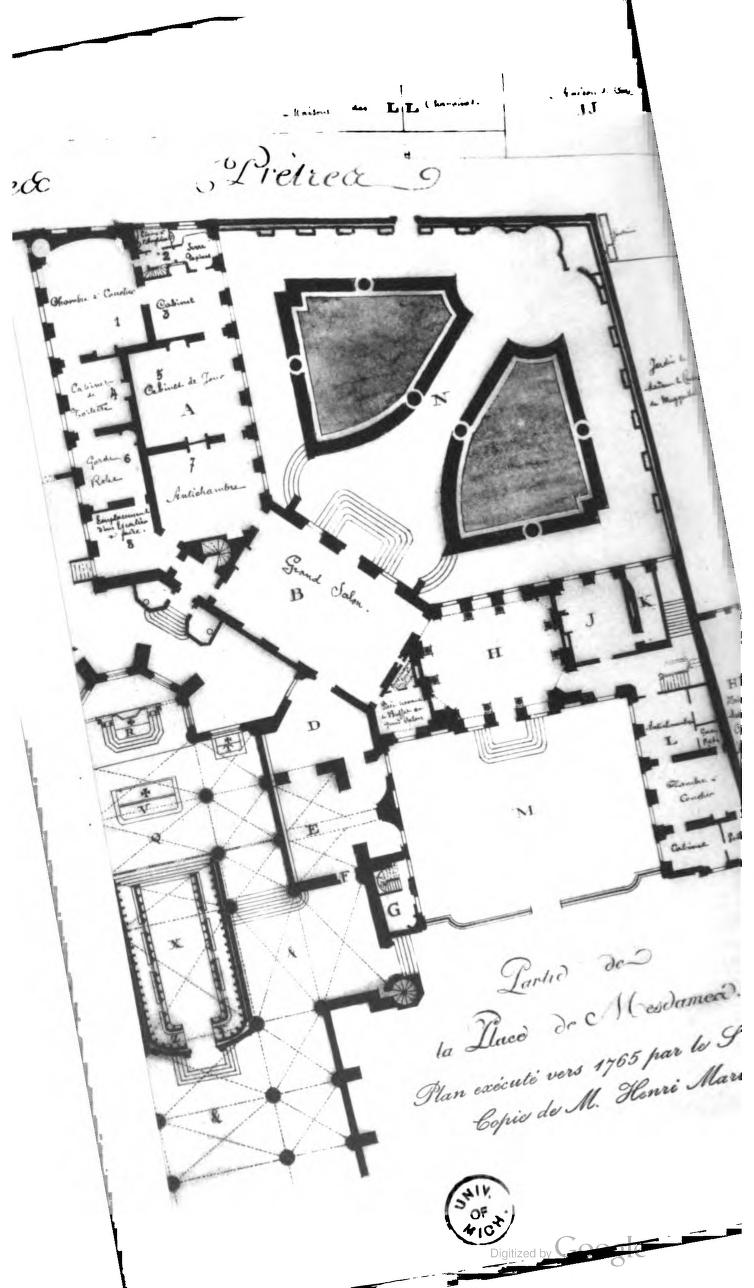
Plan du rez-de-chaussée du palais abbatial de Remiremont exécuté vers 1765.

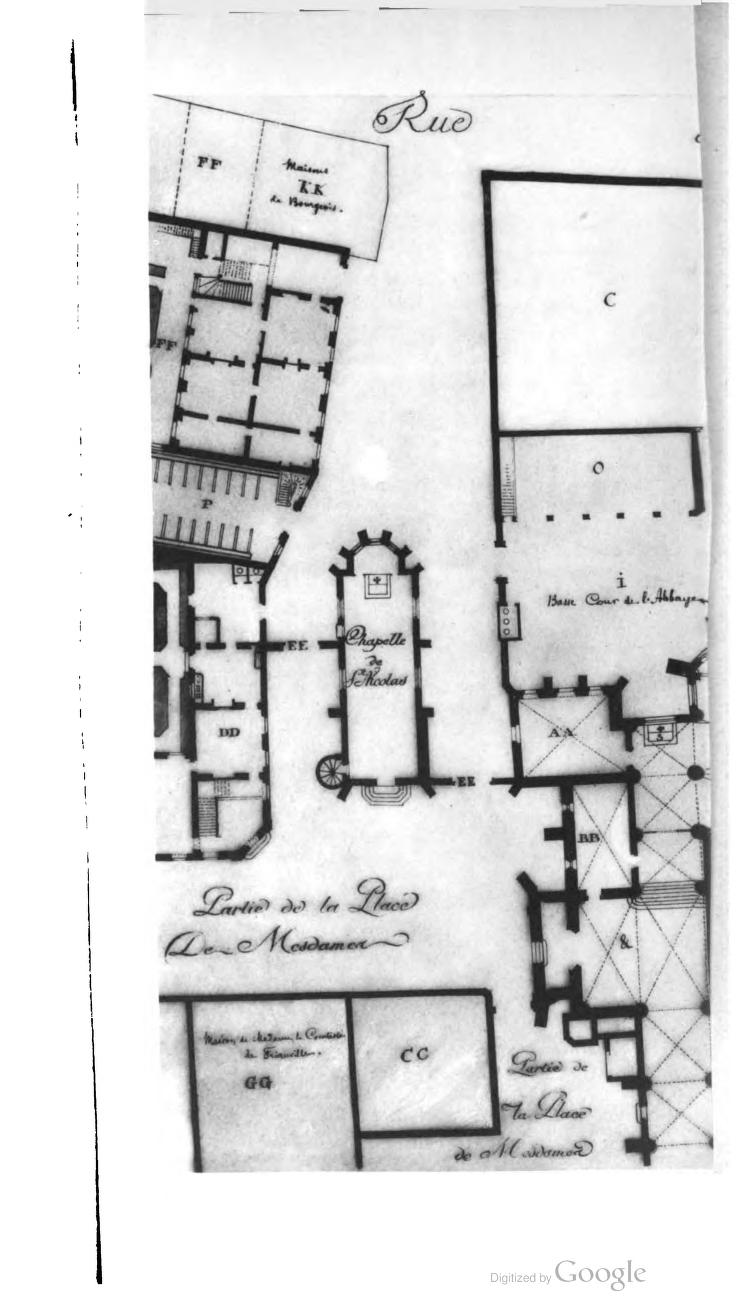
Plan de la partie voisine du palais abbatial de Remiremont exécuté vers 1765.

Voici la description qu'en donne Didelot : « Tout annonçait, dans ce palais, la grandeur et la magnificence soit qu’on le considérât à l’extérieur soit dans l’intérieur. Son entrée principale qui est au midi surmontée d’un superbe frontispice orné de la thiare. Deux ailes s’étendent l’une vers la porte de l'église, et l'autre est parallèle avec la rue ; une belle balustrade en fer travaillé avec goût, ferme l'entrée d’une cour (C'était la cour d'honneur, qui, À l'ouest du Palais, précédait la véritable entrée principale. Celle-ci était couronnée par un fronton au tympan décoré d'armoiries sculptées. Au-dessus de chaque baie de la façade ouest se remarquaient des clefs, style de l'époque, avec, décorations à la fresque représentant alternativement l'alérion, la croix de Lorraine et la fleur de lys.) qui est au devant du palais. La frise de la façade du midi était ornée, avant la Révolution, des médaillons des ducs de Lorraine, d'un travail recherché mais ils ont disparu en 1790 par l’ordre de Nicolas Durand, malheureusement maire de Remiremont en ce temps. 
L'intérieur du palais offrait de superbes appartements qui, du temps de nos vénérables abbesses, étaient brillants et riches en meubles. Le grand salon surtout était admirable ; une galerie ornée d'une superbe balustre (balustrade) où l'on voyait de distance en distance les écussons d’une dame, régnait en haut tout autour de la salle ; on voyait au fond un grand fourneau de faïence artistement travaillé. Ce salon était parqueté, comme les autres, en marbre. Il était éclairé par de grandes fenêtres donnant sur un parterre dont les délices étaient réfléchies par les grandes fenêtres qui régnaient de l'autre côté de la salle et dont les carreaux étaient des miroirs. Les cuisines étaient situées dans les caves ». (Les sous-sols bien éclairés et aérés existent encore et, dans certaines salles souterraines, au-dessous du palais de justice, subsistent de vastes cheminées à manteau.).
Anne-Charlotte n'habita et ne vit même jamais le palais dû à sa munificence. Elle ne revint plus en effet à Remiremont depuis le court séjour qu'elle y fit, du 3 au 6 mars 1745, lorsqu'après la mort de sa mère, la duchesse douairière de Lorraine, elle se rendait auprès de ses frères, à Vienne et à Inspruck. À la mort de l'empereur François Ier, elle se fixa à Mons dans les Pays-Bas autrichiens auprès de Charles Alexandre de Lorraine. Elle ne se désintéressait cependant pas du somptueux immeuble et devait, sans doute, se faire tenir exactement au courant de son état.
Quelques années plus tard, le palais fut occupé en partie par Marie Christine de Saxe, que la princesse Anne-Charlotte avait fait, par procuration adressée de Mons à sa lieutenante Madame de Saint-Mauris, appréhender et nommer sa coadjutrice. C'est lors de la prise de jouissance du palais abbatial par la princesse de Saxe qui y établit sa cour, que le sieur Levrier dessina le plan des bâtiments. L'arrivée en France de Marie-Christine, abandonnant la cour de Dresde, date de l'été de 1762 pendant lequel elle se rencontra à Plombières avec Mesdames Adélaïde et Victoire et le roi Stanislas Leszczynski duc de Lorraine. De Plombières, elle se rendit auprès de sa sœur la Dauphine à la cour de Versailles où bientôt Louis XV lui assura l'obtention de la coadjutorerie de Remiremont. Lors de son installation, Marie-Christine passa près de deux mois dans le palais abbatial
Deux graves incendies survinrent en 1778 puis 1779. Le premier eut lieu dans la nuit du 31 décembre 1778, allumé par la foudre. L'autre incendie eut lieu le 13 mars 1779. Christine de Saxe fit appel, pour la réparation de ces désastres, à la munificence du roi Louis XVI qui, en 1780, lui accorda un secours de 144,000 livres à toucher en plusieurs termes. Il fallut deux années pour reconstruire l'église où le Chapitre fit sa rentrée solennelle le 13 juin 1781. Pendant la durée des travaux, l'office des Dames fut célébré dans la chapelle abbatiale.
Lors du déclenchement de la Révolution française, les Dames de Remiremont venaient de renverser la vieille tour gothique de leur église capitulaire dont l'incendie du 31 décembre 1778 avait aggravé l'état de délabrement, suite du tremblement de terre de 1682. Elles voulaient édifier un portail dorique.
Le 7 octobre 1789, la secrète Madame Eve de Ferrette posa solennellement la première pierre de la nouvelle tour, en l'absence de l'abbesse Madame de Condé émigrée et de la doyenne Madame de Briey, gravement malade. Une longue inscription latine fut gravée sur une plaque de bronze. Le portail fut élevé jusqu’au premier étage. suppression du Chapitre arrêta les travaux. En 1804, M. Félix, maire de Remiremont fit construire la tour telle qu’elle est aujourd'hui avec le bulbe qui la surmonte.
Le palais abbatial vit se tenir, le jeudi 10 décembre 1789, le dernier Plaid-de-Madame au cours duquel la lieutenante de l’abbesse choisit, comme maire, Nicolas Durand, présenté par les habitants. Ce dernier maire abbatial fut le seul de l'Ancien Régime, à Remiremont, qui ne reçut pas, un genou en terre, l'investiture de ses fonctions.
Jusqu'à la Révolution française, il y eut à Remiremont, sans compter les chapelles, deux grandes églises : l'église Saint-Pierre ou église capitulaire et l'église Notre-Dame ou église paroissiale. La première, comme église de couvent fut fermée le 7 décembre 1790 et devint paroissiale en 1791. Après avoir servi de temple de la Raison, puis de magasin à fourrages. Cette église fut rendue au culte catholique par délibération du conseil municipal du 27 pluviôse an IX. Elle est encore aujourd'hui église paroissiale. La deuxième église fut église de la paroisse de Remiremont jusqu'en 1791. Elle était petite, très ancienne et avait été primitivement, croit-on, église conventuelle au temps de la régularité monastique. Cet édifice s'élevait sur une partie de l’emplacement occupé aujourd'hui par le Square des Écoles. Il fut vendu en 1793 puis démoli en partie à l'exception de la tour qui subsista, jusqu'en 1803, avec beffroi et horloge, au milieu du cimetière. L'horloge fut reléguée dans les combles de l’Abbaye jusqu'en 1809, époque où le conseil municipal de Remiremont en fit hommage à la commune de Fresse-sur-Moselle.
Le palais abbatial et l'église furent ravagés lors de la guerre franco-allemande pendant l'occupation par un incendie déclenché par les soldats Prussiens dans la nuit du 28 au 29 janvier 1871, entièrement réhabilités sous la Troisième République après le départ des troupes d'occupation intervenu en 1873.

## Architecture
Le palais abbatial de Remiremont actuel fut construit par Anne-Charlotte de Lorraine, abbesse de l'abbaye de Remiremont entre 1738 et 1773. Elle confia les travaux au grand architecte nancéien Jean Nicolas Jeannesson, architecte de l'église Saint-Sébastien de Nancy. Les travaux du somptueux palais abbatial durèrent 4 ans de 1752 à 1756.
Le palais abbatial de Remiremont présente un style architectural classique unique comprenant façades distinctes :
- la façade en forme d'éventail donnant sur le jardin privatif de l'abbesse appelé jardin des Olives ;
- la façade servant d'entrée donnant sur la place de l'Abbaye qui fut entièrement remaniée après la Révolution française et présente un style tout à fait unique en hommage aux campagnes napoléoniennes ;
- la façade qui s'ouvre sur la place de Mesdames où l'on peut apercevoir une belle cour pavée et une ancienne glacière qui permettait de garder les aliments des chanoinesses au frais. Victime d'un grand incendie en 1871, elle fut entièrement réhabilitée[34].

Il est composé de deux étages comprenant des salles richement décorées avec de grandes hauteurs sous plafond et de hautes fenêtres. Des combles sont aménagés sous le toit.
Au niveau du style architectural, le palais abbatial de Remiremont se rapproche du château de Lunéville, demeure des ducs de Lorraine.

## Le palais abbatial de nos jours
Le palais abbatial de Remiremont accueille aujourd'hui l'hôtel de ville et les services administratifs de la mairie.
L'aile de la place de Mesdames accueillait le tribunal d'instance de Remiremont avant son regroupement avec celui d'Épinal au 1er septembre 2009.

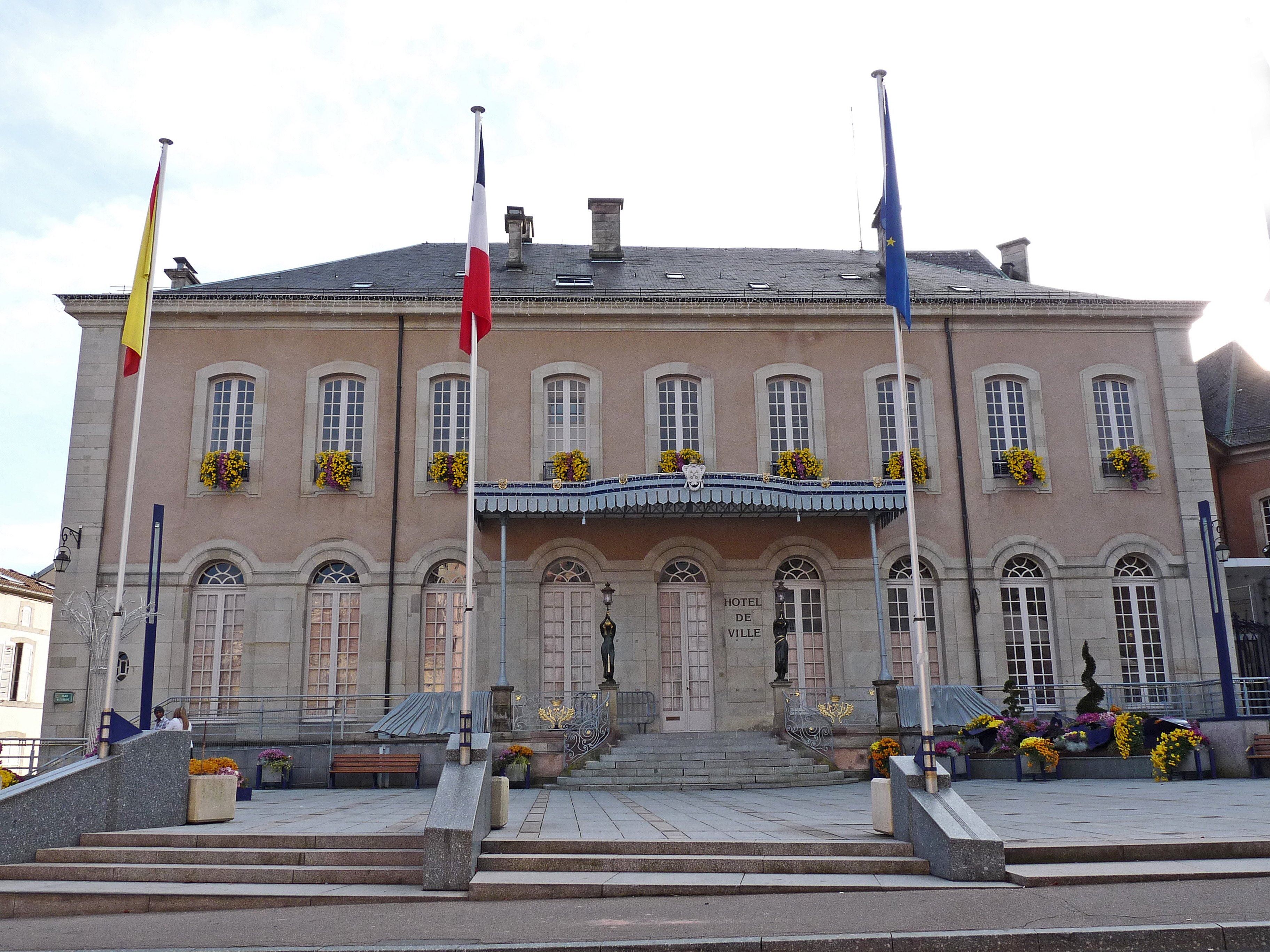
Hôtel de ville de Remiremont.
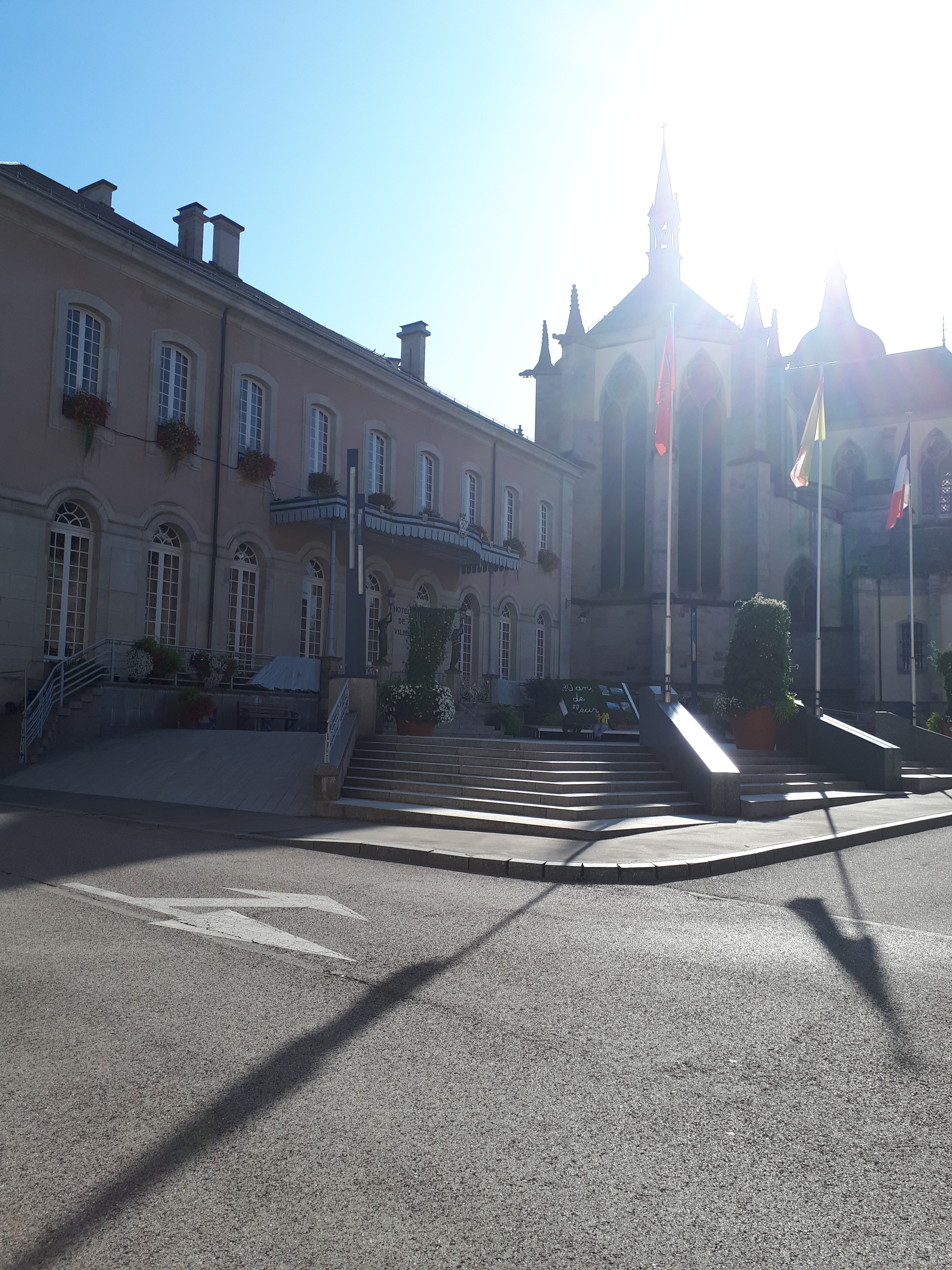
Hôtel de ville de Remiremont et église Notre-Dame.
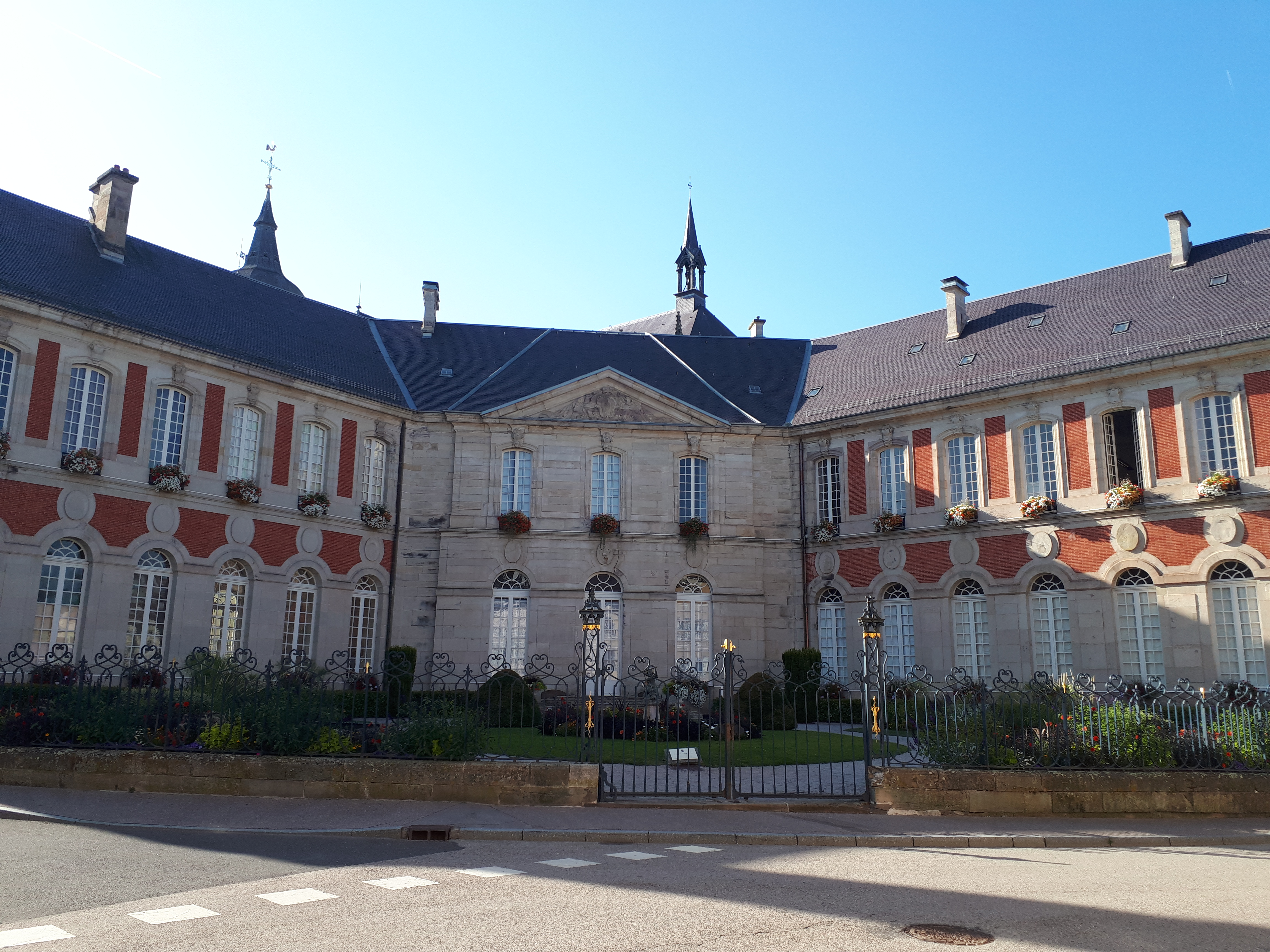
Palais abbatial de Remiremont et jardin des Olives depuis la rue des Prêtres.
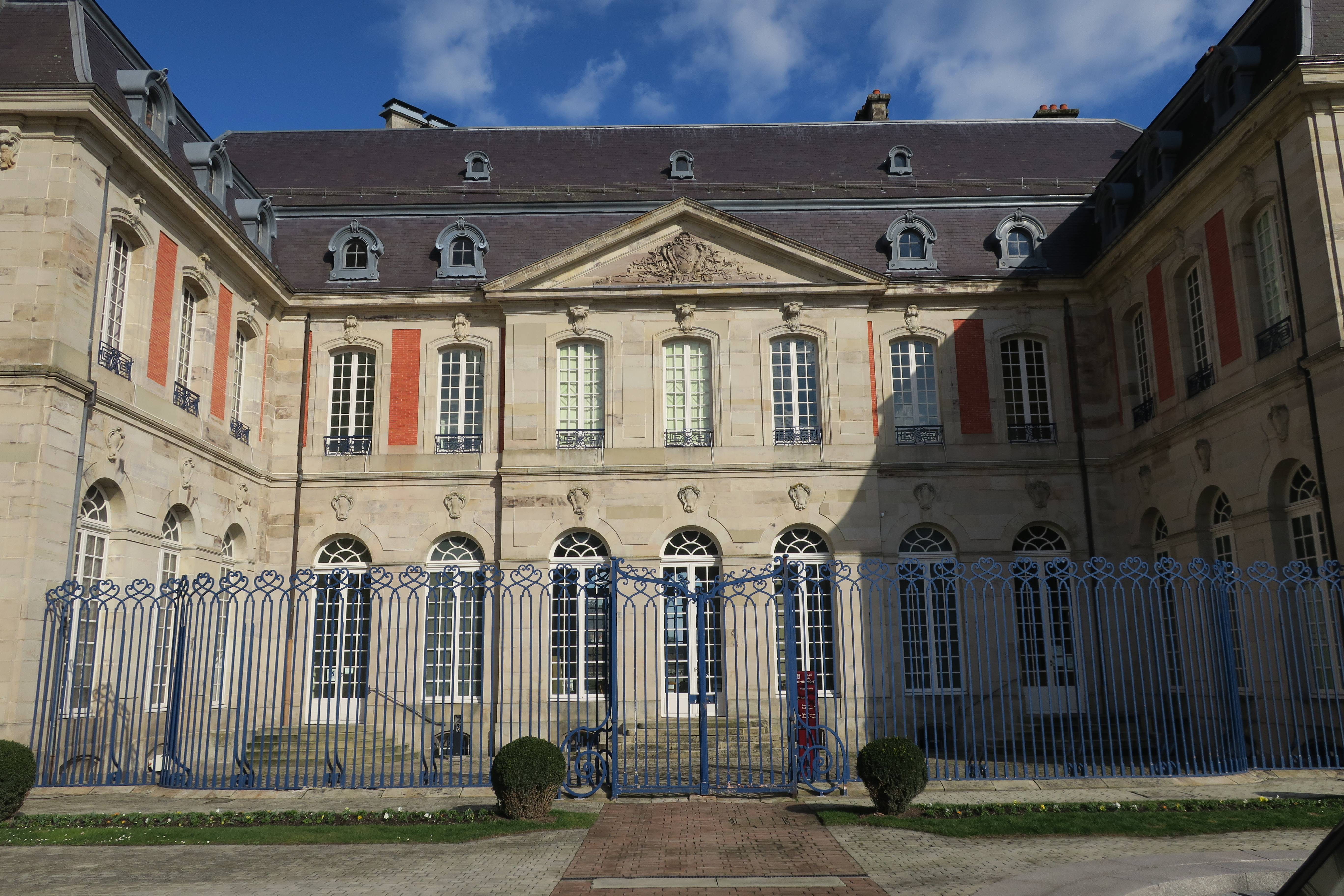
Une partie de la façade ouest du palais abbatial de Remiremont vue depuis la place de Mesdames.
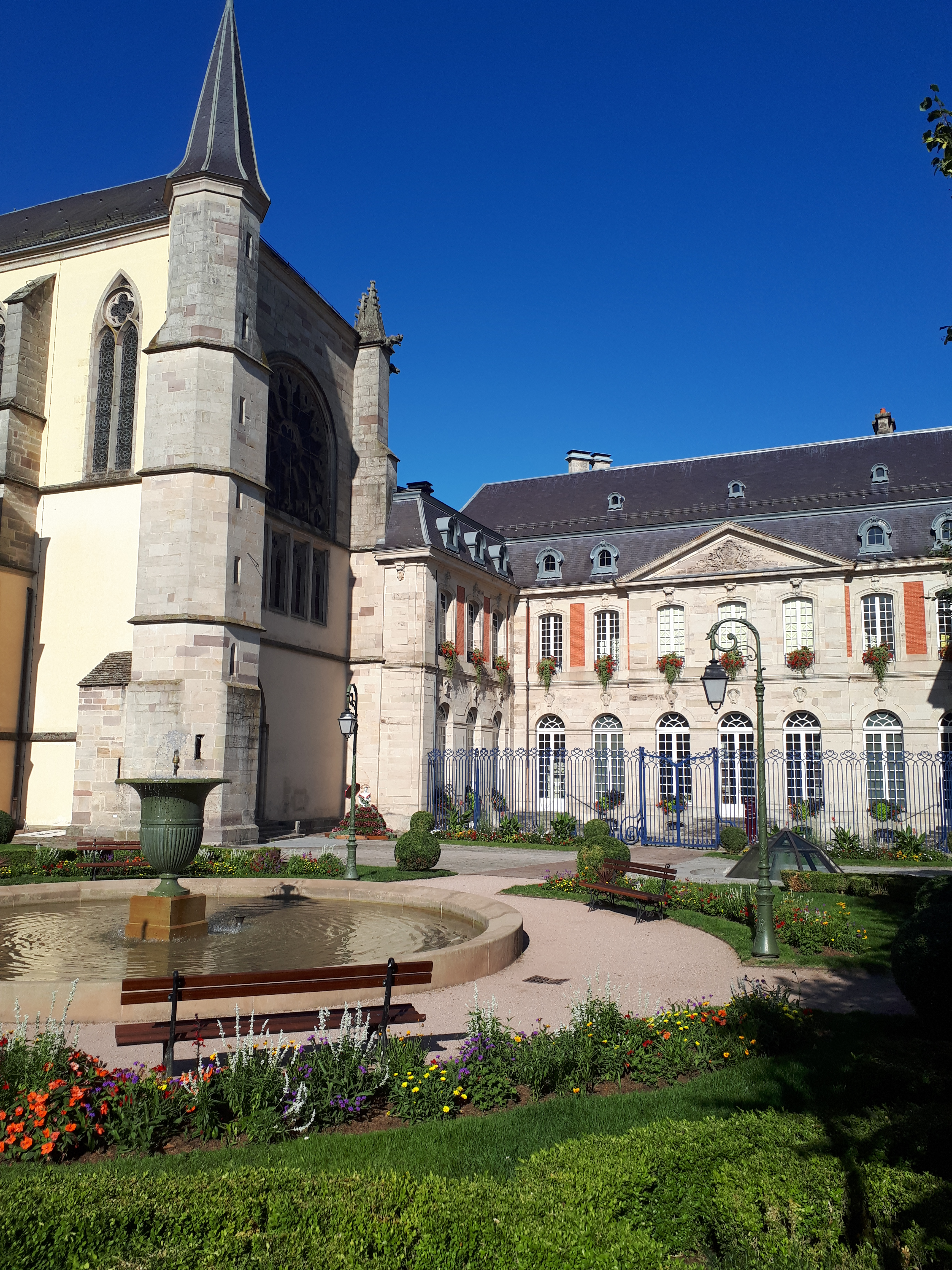
Palais abbatial de Remiremont et église Notre-Dame depuis la place de Mesdames.
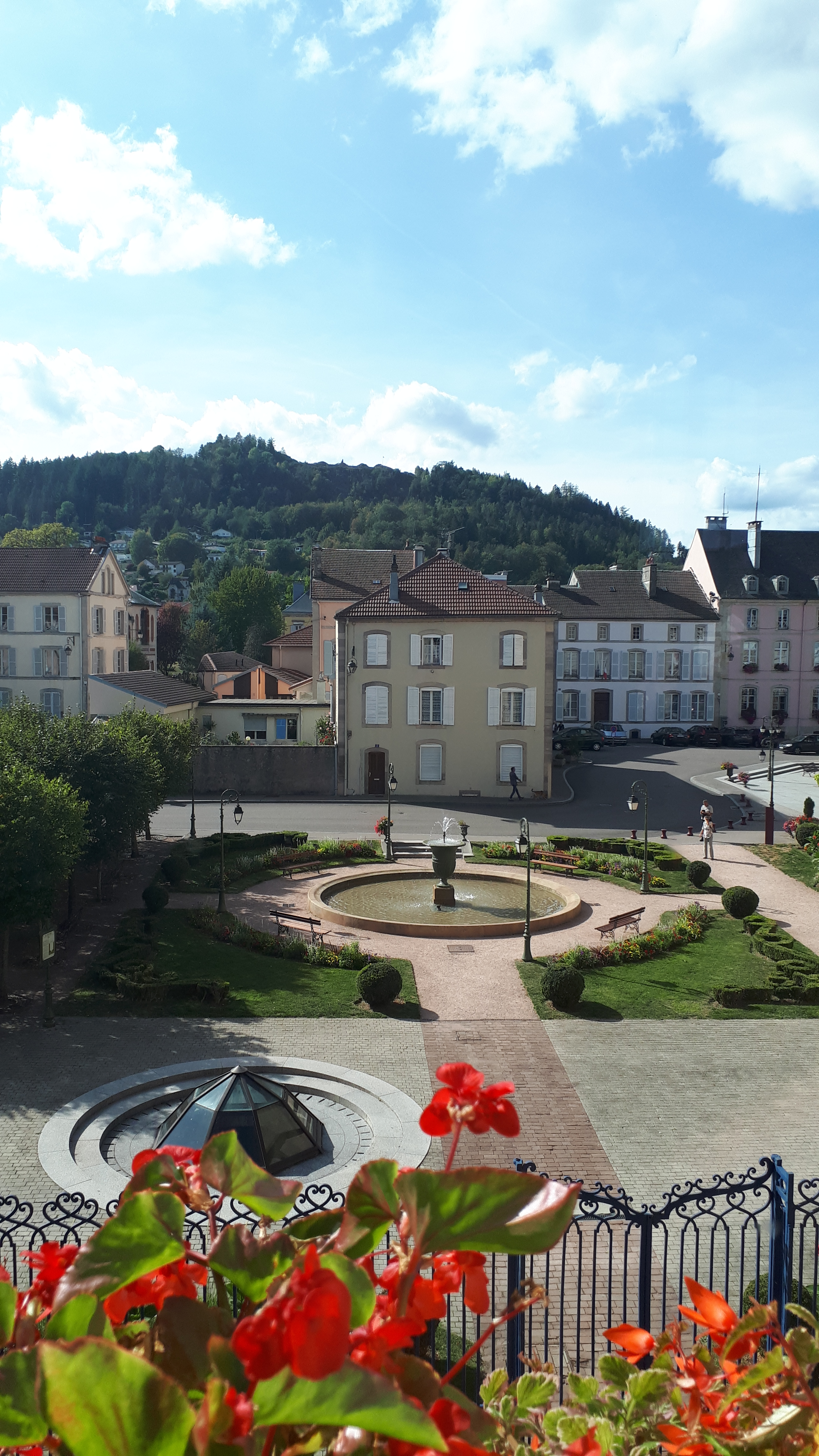
Place de Mesdames avec sa fontaine et sa glacière.
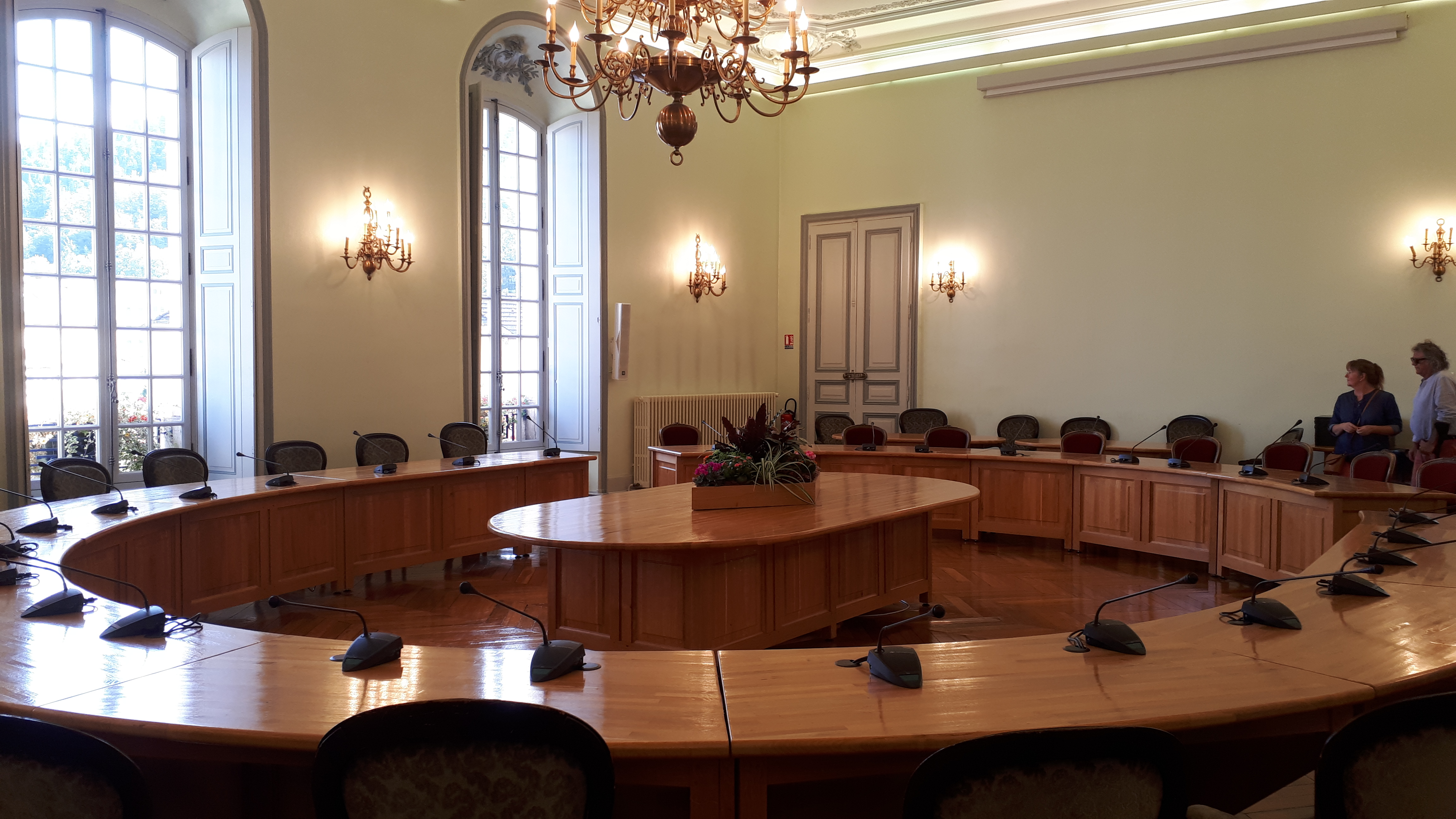
Salle du conseil municipal de Remiremont.
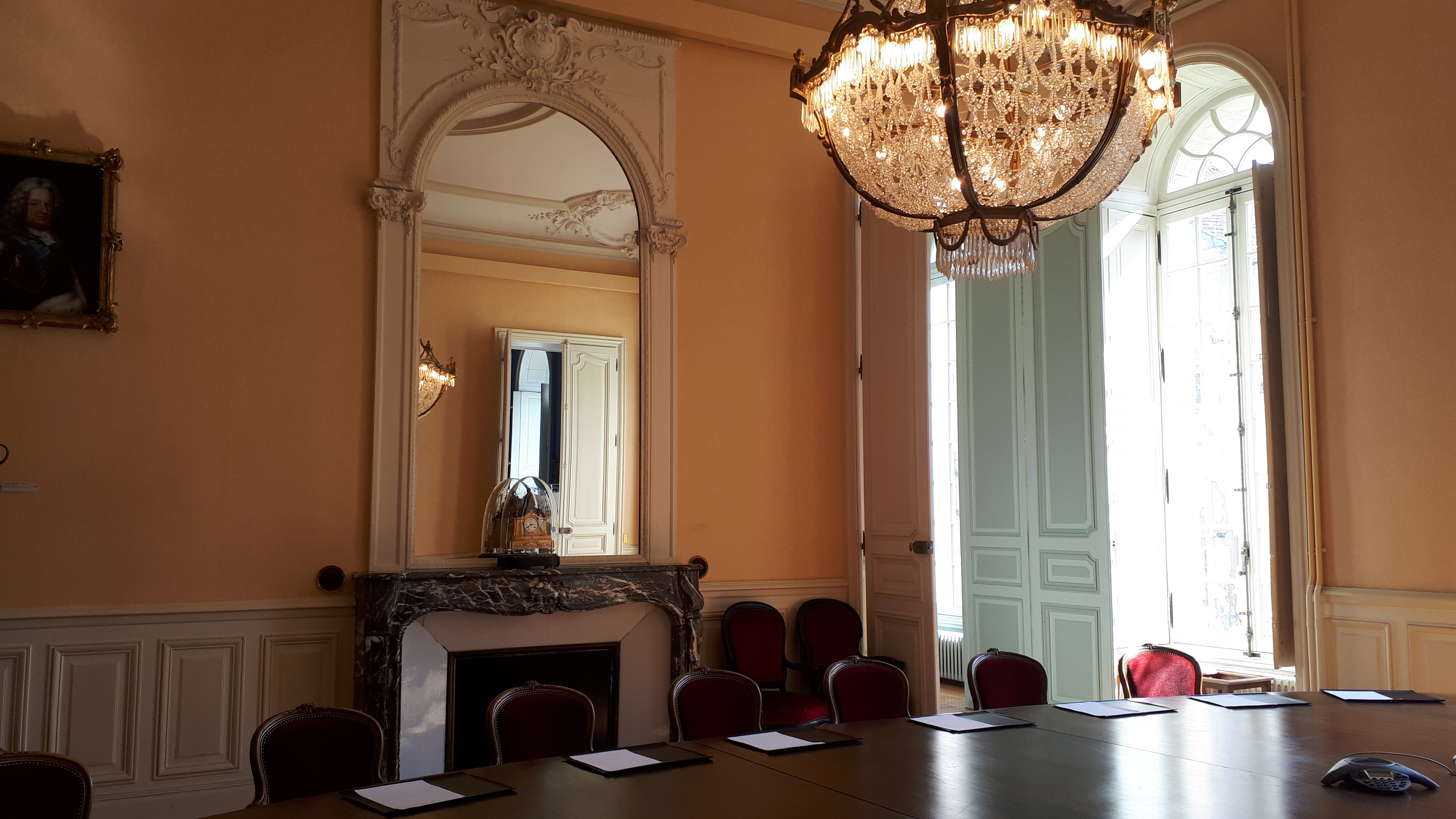
Glace et horloge de la salle de réunion du palais abbatial de Remiremont.
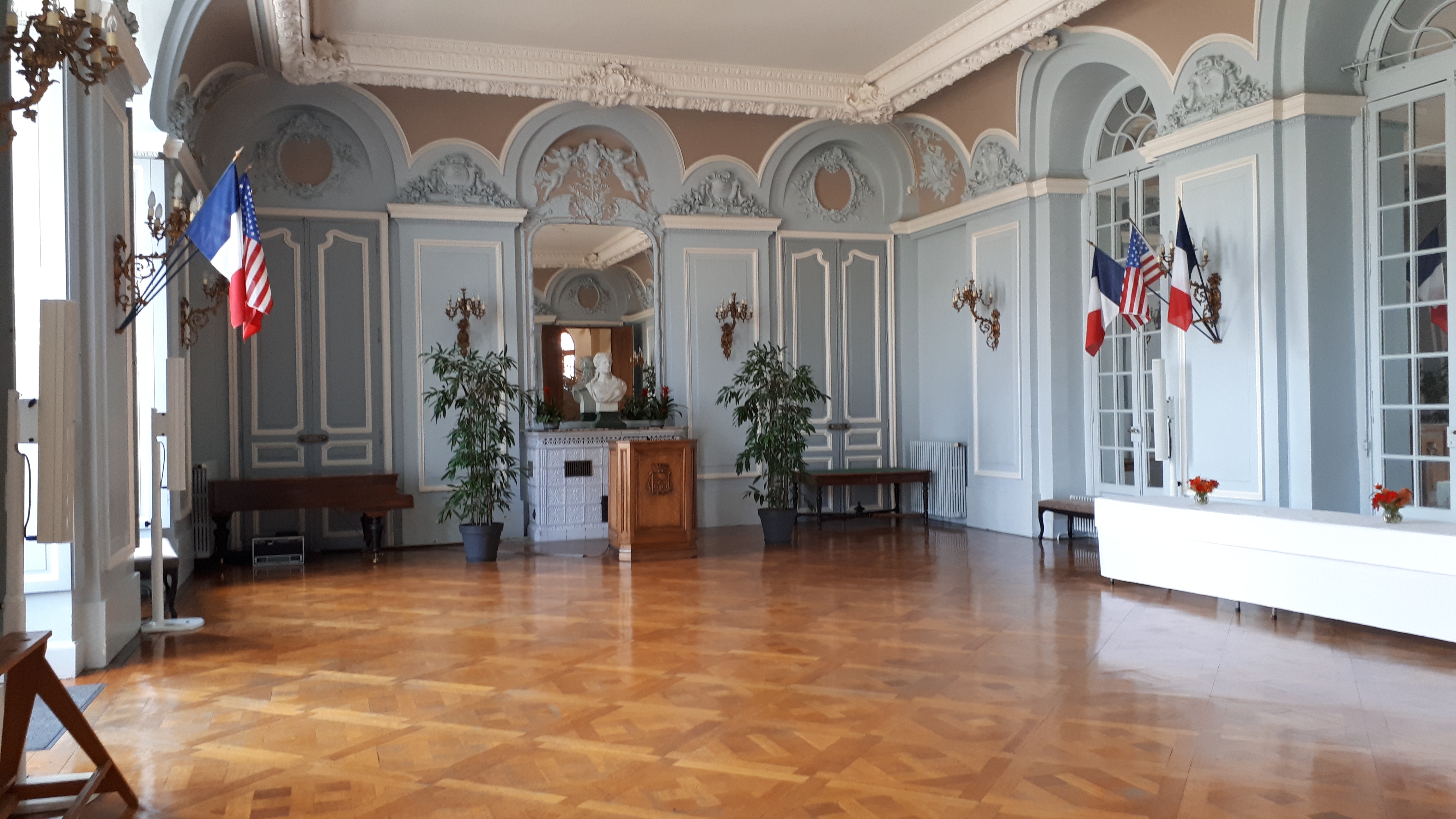
Salon de réception du palais abbatial de Remiremont.
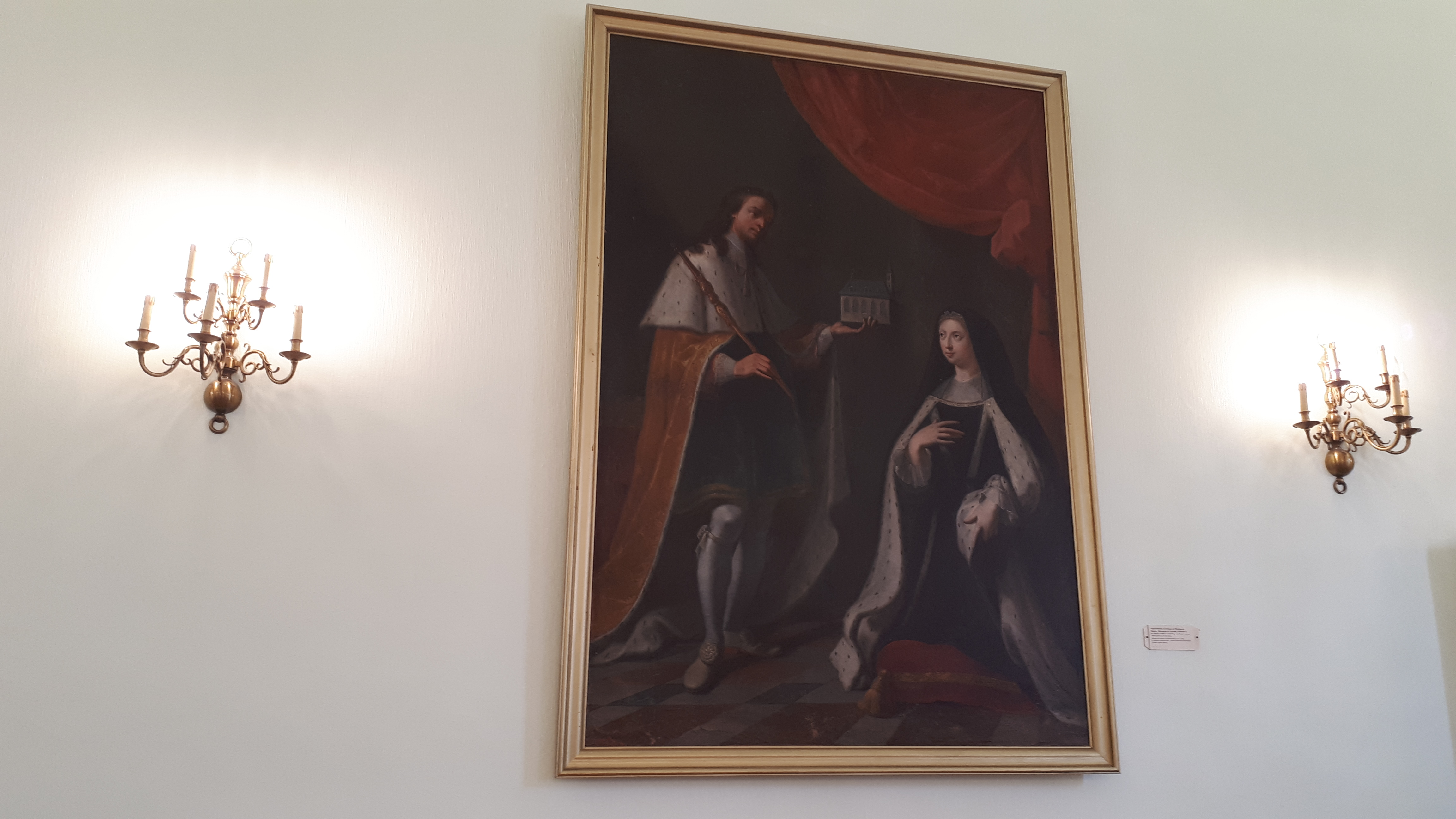
Tableau de chanoinesse de Remiremont.
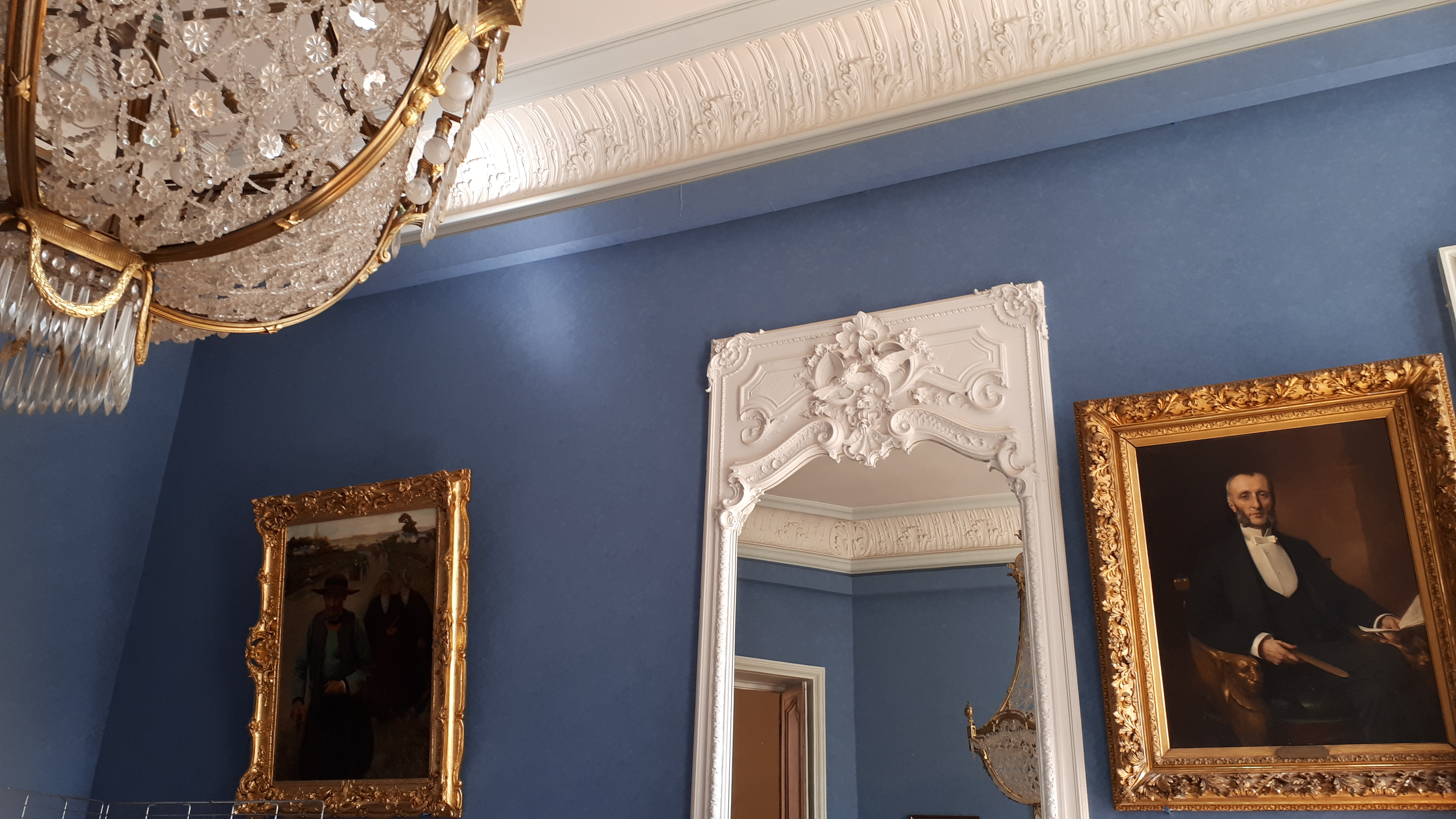
Tableaux et décors de la salle bleue du palais abbatial de Remiremont.
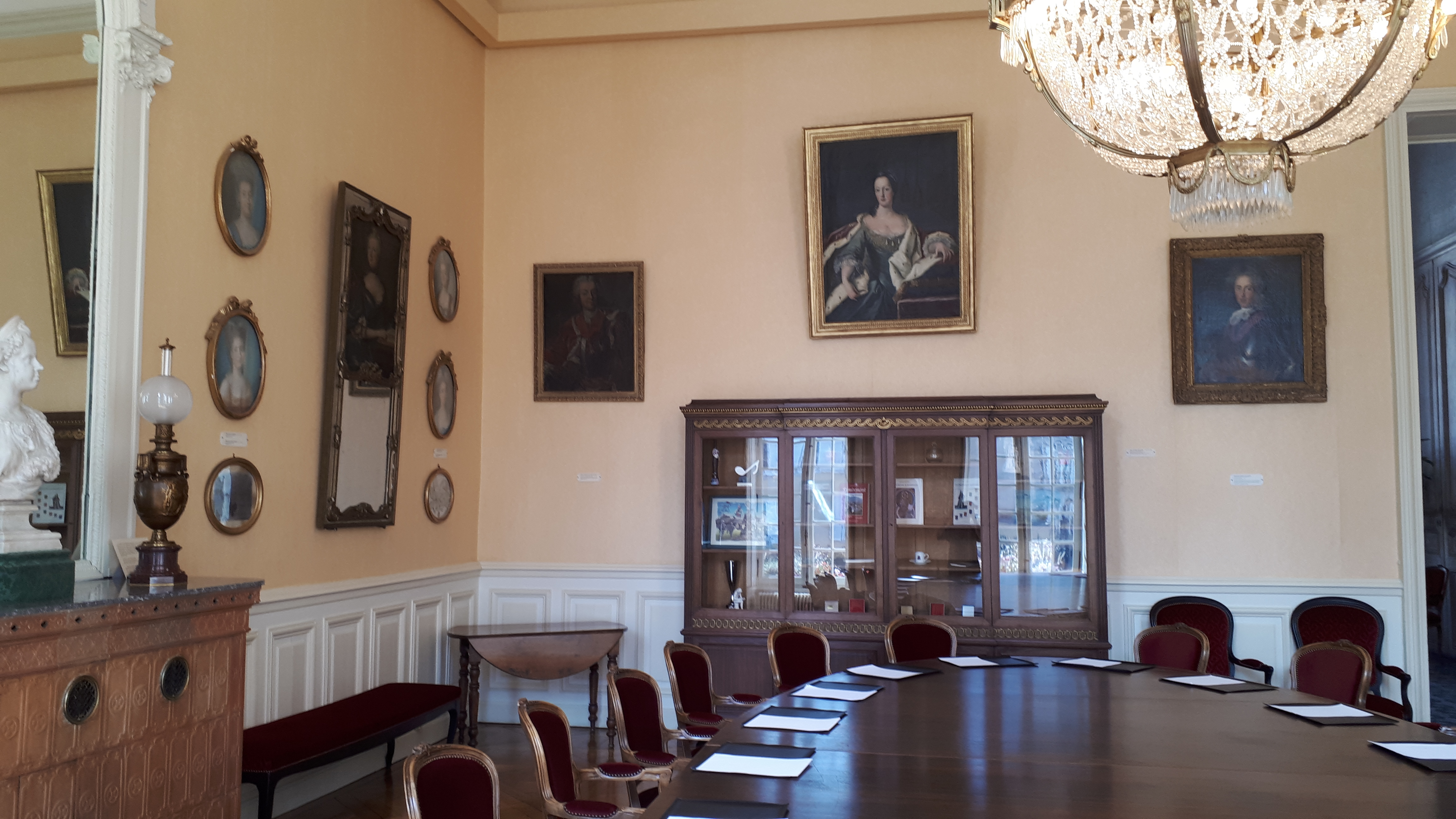
Tableaux et mobilier de la salle de réunion du palais abbatial de Remiremont.